# كيث يبرش
كيث يبرش (بالإنجليزية: Keith Burch)‏ هو ضابط بريطاني، ولد في 31 مايو 1931، وتوفي في 26 مارس 2013.